# Karl Friedrich Bahrdt
Karl Friedrich Bahrdt (Bischofswerda, 25 de agosto de 1740 – 23 de abril de 1792) foi um teólogo protestante alemão.

## Biografia
Bahrdt nasceu em 25 de agosto de 1741 em Bischofswerda, Alta Lusácia, onde seu pai era pastor da igreja local. Seu pai foi mais tarde professor, cônego e superintendente geral em Leipzig. Ele recebeu sua educação inicial na célebre escola de Pforta, mas alguns comentaristas descobriram que seu treinamento foi grosseiramente negligenciado.
Aos dezesseis anos, matriculou-se na Universidade de Leipzig, onde estudou com Christian August Crusius, que era então chefe da faculdade de teologia. O menino variava a monotonia de seus estudos com brincadeiras que revelavam seu caráter desequilibrado, incluindo uma tentativa de levantar o ânimo com a ajuda do Höllenzwang do Dr. Fausto.
Após a formatura, ele lecionou sobre exegese bíblica por um tempo como adjunto de seu pai antes de se tornar catequista (Katechet) na igreja de São Pedro. Ele provou ser um pregador eloquente e popular e retornou à universidade como professor visitante (professor extraordinarius) de filologia bíblica. Ele publicou um livro popular de devoções, O Cristão na Solidão, mas foi obrigado a renunciar a seus cargos e deixar Leipzig em 1768 por conta de sua conduta irregular.

### Carreira (1768–1787)
Christian Adolph Klotz conseguiu então assegurar-lhe a cátedra de antiguidades bíblicas na Universidade de Erfurt. Como o cargo não era remunerado e Bahrdt estava agora casado, ele ganhava a vida como estalajadeiro e com aulas particulares. Assim que concluiu seu doutorado em teologia em Erlangen, conseguiu persuadir o corpo docente de Erfurt a nomeá-lo professor designado de teologia e começou a dar palestras. Sua ortodoxia havia desaparecido completamente nessa época: Bahrdt era agora um racionalista extremo e determinado a popularizar a posição. Ele não foi demitido por isso, no entanto, mas deixou Erfurt em 1771 por causa de suas dívidas e das brigas pessoais e profissionais em que se envolveu com seus colegas.
Ele partiu para um cargo como professor de teologia e pregador na Universidade de Giessen. Seu comportamento pessoal não era menos ou mais questionável do que em outros lugares, mas sua publicação de Revelações Recentes de Deus em Cartas e Histórias (Neueste Offenbarungen Gottes in Briefen und Erzählungen) entre 1773 e 1775 deixou claro seu afastamento da doutrina oficial. A obra — uma "versão modelo" do Novo Testamento em alemão moderno — ocasionou um ataque memorável e desdenhoso ao seu mau gosto por Goethe e levou Bahrdt a renunciar novamente ao seu cargo e se mudar.
Ele então serviu como diretor da instituição educacional (filantropia) estabelecida por Carl Ulisses von Salis-Marschlins em seu Château de Marschlins. Ela havia definhado desde a morte de Martin Planta em 1772, mas Bahrdt não gostava da disciplina rígida mantida por von Salis, renunciou em 1777 e motivou o fechamento da escola.
Bahrdt serviu então como superintendente geral em Dürkheim-on-the-Hardt a convite do conde de Leiningen-Dagsburg. Ele também tentou estabelecer uma nova escola em Heidesheim. Sua tradução infeliz da Bíblia o seguiu, no entanto, e uma decisão de 1778 do Conselho da Corte do Império o proibiu de ocupar qualquer cargo de professor, dar palestras em qualquer capacidade ou publicar qualquer trabalho sobre teologia. Ele novamente fugiu de seus credores e foi preso por um curto período em Dienheim.
Em 1779, ele se refugiou em Halle, agora em extrema pobreza. Lá, ele manteve uma taverna com uma mesa de bilhar perto do portão da cidade. Apesar da oposição do senado e teológica, ele obteve permissão do ministro prussiano Karl Abraham von Zedlitz para dar palestras sobre outros assuntos além de teologia. Ele dava palestras pela manhã sobre filosofia moral e depois se retirava para sua casa pública, que era amplamente frequentada por estudantes. Ele repudiou sua esposa e viveu com sua amante e suas filhas.
Compelido a escrever para ganhar uma renda adicional, ele desenvolveu uma atividade literária surpreendente, embora a maioria de suas obras seja agora considerada comparativamente sem valor ou mesmo uma caricatura do racionalismo iluminista. Ele dirigiu todos os seus esforços para o desenvolvimento de um "sistema moral" destinado a substituir o cristianismo sobrenatural.

### União Alemã e vida posterior (1787–1789)
Tendo se tornado um maçom em algum momento, Bahrdt fundou uma sociedade secreta para esse propósito em 1787, chamada União Alemã dos Vinte e Dois, a partir de seu número original de membros. Para ter tempo para escrever mais, ele desistiu de suas palestras, embora tenha aberto uma nova pousada em Weinberg, perto de Halle.
Em 1789, ele foi preso em parte por conta de uma pasquinada que havia escrito sobre um édito religioso aprovado pela Prússia no ano anterior, devido à reação religiosa que se instalou após a morte de Frederico, o Grande. O rei reduziu o prazo para um ano, que Bahrdt dedicou a escrever sua autobiografia, "uma mistura de mentiras, hipocrisia e autoprostituição", junto com histórias indecentes e polêmicas grosseiras. A União Alemã foi dissolvida após sua prisão e exposta publicamente por Johann Joachim Christoph Bode em Mais notas do que texto (Mehr Noten als Text). A maioria de seus membros se juntou aos Illuminati.

### Morte
Bahrdt morreu de uma doença grave em Nietleben, perto de Halle, em 23 de abril de 1792.